# NXT 2300
NXT 2300 – gala wyprodukowana dla zawodników z brandu NXT. Gala odbyła się 6 listopada 2024 w 2300 Arena w Filadelfii w stanie Pensylwania. Emisja była przeprowadzona na żywo za pośrednictwem The CW, który został wycofany ze swojego regularnego pasma ze względu na wybory prezydenckie w Stanach Zjednoczonych w 2024 roku, został wyemitowany w bezpośrednim starciu z programem AEW Dynamite, stanowiącym kontynuację programu Wednesday Night Wars.
Oprócz aktualnego rosteru NXT, w wydarzeniu wzięli udział weterani Extreme Championship Wrestling, aby uczcić bogatą historię współpracy 2300 Arena z tą organizacją.

## Produkcja

### Tło
21 października 2024 roku WWE ogłosiło, że gala NXT 2300 odbędzie się na 2300 Arena, która była dawną areną obecnie nieistniejącej Extreme Championship Wrestling (ECW) od 1993 do 2001 roku. WWE nabyło aktywa ECW w 2001 roku i wcześniej, w 2006 roku, zorganizowało tam house show w ramach reaktywacji ECW.
Bilety na wydarzenie wyprzedały się w niecałe 20 minut. Były także dostępne pakiety biletów VIP obejmujące spotkanie z legendą ECW, Bubbą Rayem Dudleyem.
Specjalny odcinek był emitowany na kanale The CW poza normalnym wtorkowym pasmem czasowym NXT ze względu na wybory prezydenckie w Stanach Zjednoczonych w 2024 roku, w trakcie których stacja transmitowała relację równocześnie z siostrzanego kanału kablowego NewsNation. NXT emitowało program w bezpośrednim starciu z konkurencyjnym programem AEW Dynamite w ramach kontynuacji Wednesday Night Wars.

### Rywalizacje
NXT 2300 oferowało walki profesjonalnego wrestlingu z udziałem wrestlerów należących do brandu NXT. Wyreżyserowane rywalizacje (storyline’y) były kreowane podczas cotygodniowych gal NXT. Wrestlerzy są przedstawieni jako heele (negatywni, źli zawodnicy i najczęściej wrogowie publiki) i face’owie (pozytywni, dobrzy i najczęściej ulubieńcy publiki), którzy rywalizują pomiędzy sobą w seriach walk mających budować napięcie. Kulminacją rywalizacji jest walka wrestlerska lub ich seria.

#### Bubba Ray Dudley i Trick Williams vs. Ethan Page i Ridge Holland
Ośmiokrotny ECW World Tag Team Champion Bubba Ray Dudley pojawił się jako gość w preshow Halloween Havoc, gdzie został przerwany przez Ridge’a Hollanda. Później w głównym show Dudley uratował NXT Championa Tricka Williamsa przed atakiem Hollanda i Ethana Page’a. W kolejnym odcinku NXT Williams poprosił, aby Dudley został jego partnerem w tag team matchu przeciwko Hollandowi i Page’owi na NXT 2300. Dudley początkowo odmówił, ale później zmienił zdanie i przyjął prośbę Williamsa po tym, jak Holland i Page nazwali Dudleya aktem nostalgii i zaatakowali go.

#### Lola Vice vs. Jaida Parker
Do września 2024 roku Jaida Parker i Lola Vice toczyły spór z Fatal Influence (Jacy Jayne, Fallon Henley i Jazmyn Nyx), jednocześnie tocząc spór między sobą. Obie zgodziły się odłożyć swoje różnice na bok, aby połączyć siły przeciwko Jayne i Henley podczas premiery NXT 1 października w The CW, którą przegrały po tym, jak Parker opuściła Vice. Generalna menedżerka NXT Ava ogłosiła na Halloween Havoc, że Parker i Vice staną naprzeciw siebie w Hardcore matchu na NXT 2300, a była menedżerka ECW Dawn Marie będzie pełnić funkcję sędzi specjalnej.

#### Ten-woman tag team match
29 października na odcinku NXT Zaria pokonała Brinley Reece w swoim debiutanckiej walce w WWE. Po walce Fatal Influence dołączyło do Cory Jade i Roxanne Perez, aby otoczyć ring i zastraszyć Zarię. Zarię uratowały Giulia, Kelani Jordan, Stephanie Vaquer i wrestlerka TNA Jordynne Grace. Po bójce obu stron ogłoszono ten-woman tag team match pomiędzy tymi dwoma drużynami na NXT 2300.

#### Rob Van Dam, Je’Von Evans i Wes Lee
Były ECW World Heavyweight Champion Rob Van Dam pojawił się 29 października w odcinku NXT i poinformował Generalną menedżerkę NXT Avę, że chce wziąć udział w NXT 2300 w jakiejś roli. Po tym, jak był świadkiem bójki za kulisami między Je’Von Evansem i Wesem Lee pod koniec programu, Van Dam wskazał, że dokładnie wie, co chce zrobić na NXT 2300, zanim odszedł. Później w mediach społecznościowych ogłoszono, że Evans i Lee zmierzą się na NXT 2300.

#### Tony D’Angelo i Nunzio
NXT North American Champion Tony D’Angelo otrzymał wiadomość głosową od dwukrotnego ECW World Tag Team Championa Nunzio podczas odcinka NXT z 29 października, w którym Nunzio ujawnił, że planuje konfrontację z D’Angelo na NXT 2300.

#### Francine
Była menadżerka ECW Francine ogłosiła w mediach społecznościowych, że weźmie udział w NXT 2300.

#### Ogłoszenie
WWE podało w mediach społecznościowych, że Generalna Menadżerka NXT, Ava, wygłosi specjalne oświadczenie na NXT 2300.

## Wyniki walk
| Nr                                 | Wyniki | Stypulacje                                       | Czas  |
| ---------------------------------- | --- | ------------------------------------------------ | ----- |
| 1                                  | Jaida Parker pokonała Lolę Vice poprzez pinfall | Hardcore match Dawn Marie była sędzią specjalną. | 14:45 |
| 2                                  | Je’Von Evans pokonał Wesa Lee poprzez pinfall | Singles match                                    | 12:20 |
| 3                                  | Ethan Page i Ridge Holland pokonał Bubbę Raya Dudleya i Tricka Williamsa poprzez pinfall                                                                                     | Tag team match                                   | 10:20 |
| 4                                  | Tony D’Angelo (c) (z Channingiem „Stacks” Lorenzo, Lucą Crusifino i Adrianą Rizzo) pokonał Nunzio (z Tonym Mamalukem) poprzez pinfall                                        | Singles match o NXT North American Championship  | 2:20  |
| 5                                  | Giulia, Jordynne Grace, Kelani Jordan, Stephanie Vaquer i Zaria pokonały Fatal Influence (Fallon Henley, Jacy Jayne i Jazmyn Nyx), Corę Jade i Roxanne Perez poprzez pinfall | Ten-woman tag team match                         | 15:00 |
| (c) – mistrz/mistrzyni przed walką | |                                                  |       |